# Diocesi di Ecsalo
La diocesi di Ecsalo (in latino Dioecesis Ecsalensis) è una sede soppressa del patriarcato di Gerusalemme e una sede titolare della Chiesa cattolica.

## Storia
Ecsalo, identificabile con Iksal nel Distretto Settentrionale dell'odierno Israele, è un'antica sede vescovile della provincia romana della Palestina Seconda nella diocesi civile d'Oriente. Faceva parte del patriarcato di Gerusalemme ed era suffraganea dell'arcidiocesi di Scitopoli.
Un solo vescovo è noto di questa sede, Partenio, che prese parte al concilio di Gerusalemme del 536 convocato dal patriarca Pietro contro Antimo di Costantinopoli, ma che non ne firmò gli atti perché ammalato.
Dal 1933 Ecsalo è annoverata tra le sedi vescovili titolari della Chiesa cattolica; finora la sede non è mai stata assegnata.

## Cronotassi dei vescovi greci
- Partenio † (menzionato nel 536)